# 非构造性证明
非构造性证明是「表述存在性的命题或定理」的一种证明方式：证明的过程中，不举例而只证明语句是否正确。非构造性证明很多时候依赖于排中律。数学构成主义数学不允许非构造性证明。

## 例一
A、B两人进行这样一个数学游戏：在黑板上轮流写下1到2000中的任意一个整数（含边界，A先写），但不能写下任何黑板上已存在的数的因子。當一方不能寫出數字時該方則輸。问：谁有必胜策略？

### 证明
考虑一种新的游戏：A'、B'在黑板上轮流写下2到2000中的任意一个整数（含边界，A'先写），但不能写下任何黑板上已存在的数的因子。當一方不能寫出數字時該方則輸。在这个游戏中谁有必胜策略？
如果A'有必胜策略，那么A在原游戏中也采用这个策略。注意，1在以后的过程中再也不能写上了（因为它是任何数的因子）。由于在新游戏中A'有必胜策略，所以在原游戏中，A有必胜策略。
如果B'有必胜策略，那么A在原游戏中先写上1。这就相当于构建了上述新游戏，B是新游戏中的A'，A是新游戏中的B'。由于在新游戏中B'有必胜策略，所以在原游戏中，A有必胜策略。
综上所述，A有必胜策略。
上述证明过程中并没有找出具体的必胜策略，但是仍然证明了A有必胜策略。

## 例二
比如要证明一个简单的命题：
超越数存在。

### 证明
因为全体实数不可数，而全体代数数可数，所以超越数作为全体代数数的补集肯定非空。证毕。
证明过程并没有找出任何一个超越数，但是依然证明了上述命题的正确性。